# Cuveglio
Cuveglio är en ort och kommun i provinsen Varese i regionen Lombardiet i Italien. Kommunen hade 3 354 invånare (2018).